# Засімов Валентин Іванович
Валентин Іванович Засімов (Зосімов; нар. 1939) — лейтенант ВПС СРСР.
26 вересня 1976 року виконав угон літака Ан-24 ВПС СРСР в Іран на летовище Ахар (недалеко від Тебріза).
За вказівкою Шаха Ірану Мохаммеда Реза Пехлеві, літак та льотчик були повернуті СРСР щоб уникнути погіршення радянсько-іранських зв'язків у жовтні 1976 року.
Згодом Зосімов був засуджений до 10 років ув'язнення.
Викрадення літака Зосімовим фігурував в допитах російського правозахисника Юрія Орлова.